# Franco Moyano
Franco David Moyano (ur. 13 września 1997 w Lobos) – argentyński piłkarz występujący na pozycji środkowego lub defensywnego pomocnika, od 2025 roku zawodnik meksykańskiej Puebli.